# 1961年教育法令
《1961年教育法令》（Education Act, 1961）是马来西亚联盟政府根据《拉曼达立报告书》（《1960年教育检讨报告书》）所制订的，此法令在绪论部分声称引述《1957年教育法令》所规定的国家教育政策，但内容相异，更把原文“同时也维护及扶持我国其他族群语文和文化的发展”字眼完全删除不提。

1961年10月21日，在华社和反对党激烈反对下，国会仍通过《1961年教育法令》，把《1960年教育检讨报告书》的建议赋予法律地位。此法令强调要发展一个以国语为主要教学媒介的教育制度，肯定国家教育政策的“最终目标”。

## 影响性
在该法令下所造成的影响：
1. 在小学方面，马来文小学改称为国民小学，英小、华小和淡小被称为国民型小学。在法令下，它们将享有国家全津贴，然而目前华小变成“半津贴”，其实是制度执行偏差所造成的。
2. 在中学方面，以马来语为主要教学媒介的马来文中学称为国民中学，以英语为主要教学媒介的中学称为国民型中学或政府津贴中学，只有这两类中学可以获得政府的资助。但是以华文作为教学媒介的中学只能是独立中学，政府不再给予任何津贴，且须受到政府教育条例之限制。这意味着，华文中学面对两个选择：接受政府的津贴和条件进行改制为国民型华文中学，或是不接受政府分文津贴，成为独立中学。马来西亚槟城州的锺灵中学便是当时第一所接受改制成为国民型华文中学的华文中学，柔佛州的宽柔中学则是当时第一所拒绝改制成为独立中学的华文中学。
3. 此外，在此教育法令的第21（2）条款授权教育部长在他认为适当的时候，可以将一所国民型小学改为国民小学，即华文小学、淡小和英小可随时变质为马来文小学。《1972年教育（修正）法令》在《1961年教育法令》增添的第26A条款授权教育部长可以随时解散学校董事会。由于受到华社不断的大力反对，第21（2）条款和第26A条款无法在华小实施。
4. 教育法令条文规定，从1961年起政府不再举办以华文为媒介的中学公共考试（初中三年级考试、华文中学升学考试和华文中学离校文凭考试），中学的公共考试只能以馬來文或英文为考试媒介。1964年，政府废除小学升中学入学考试。1967年，宣布没有剑桥高等文凭或联合邦教育文凭之中学学生包括华校生不准出国深造的措施，以断绝华文独中生出国深造的机会。

1962年底，马来半岛的70所华文中学有54所接受改制，只有16所宁可放弃津贴金，成为独立中学。现存华文独中共有60+2（新山宽柔独中古来分校，至达城分校）所，37所在西马（16所坚持不接受改制的华文中学和21所改制为国民型华文中学后来复办独立中学），23所在东马。